# L'Indifférent
L'Indifférent est une huile sur panneau de bois peinte par Antoine Watteau en 1717. Elle est conservée au musée du Louvre. 

## Description du tableau
Ce tableau, entré au Louvre avec la collection Louis La Caze, en 1869, mesure 26 cm de haut, 20 de large et 3 mm d'épaisseur. Le tableau est peint sur panneau de chêne parqueté de cinq traverses horizontales et trois traverses verticales. Le jeune homme représenté porte un habit en satin bleu très clair, des bas roses et des souliers jaune-rose, une cape rouge doublée de bleu sur le bras droit, un chapeau bleu avec un nœud rose, un nœud semblable se trouve aussi sur l'épaule gauche. Fond d'arbres montant vers la gauche, ciel de soleil couchant vers la droite.

## Un thème mystérieux
Le titre reste un mystère qui renvoie peut être au thème balançant entre quiétisme et libertinage d'un charmeur sans passion conservant son empire lui-même et usant des artifices de la comédie humaine, symbolisés ici par les vêtements chatoyants et le pas de danse, pour s'en mieux libérer.
Le thème ambigu de l'indifférence galante était dans l'air du temps de Louis XV. Vers 1732, quinze ans après la création du tableau, « La Vestale » Marie Sallé, chorégraphe et danseuse qui n'était qu'une adolescente de quatorze ans quand Watteau mourut, et Marie Pélissier, cantatrice dégoutée des hommes qui aurait entretenu une liaison lesbienne avec la première, fondaient l'Ordre des Indifférents. Les membres y étaient reçus moyennant une cotisation de dix louis ainsi qu'un serment de se soustraire à l'empire de la passion amoureuse et de briller sans se défaire de leur froideur, à l'image du cristal qu'ils portaient en insigne. Cette société, encore active en 1738, organisait des soupers hebdomadaires auxquels les Chevaliers Indifférents qui s'y présentaient, reconnaissables au cordon de l'ordre et la médaille attachée à celui-ci, contribuaient d'un louis.
Comme en témoigne la chanson célébrant l'ordre, l'indifférence est opposée tant aux émois des amours communes qu'à l'inversion quand elle est masculine.

## L'affaire du vol deL'Indifférent
Le tableau, alors estimé à plus de sept millions de francs, a été volé le dimanche 12 juin 1939 dans la salle Schlichting du musée du Louvre vers 15 h 50. Ce vol fit grand bruit car il s'agissait du premier à toucher le musée du Louvre depuis celui de la Joconde, 28 ans auparavant.
Deux mois plus tard, le 14 aout 1939, M. Jacques Jaujard, sous-directeur du musée du Louvre, reçut un appel du juge d'instruction Marchat chargé de l'affaire : un dénommé Bogousslavsky Serge, alias « Bog », avait rapporté le tableau et avouait l'avoir volé pour le restaurer. Cette restitution fut très médiatique puisque Bog avait prévenu les journalistes, indiquant l'heure et le lieu de ses aveux. Par ailleurs, Bog souhaitait faire paraitre un manifeste intitulé « Comment j'ai emprunté L’Indifférent », ce qu'il ne fit finalement pas. Serge Bogousslavsky fut finalement condamné en appel à une peine de quatre ans de prison, trois cents francs d'amende et cinq ans d'interdiction de séjour. Serge Bogousslavsky s'est ensuite exilé en Suisse avec son épouse et son fils, Julien Bogousslavsky, qui deviendra un neurologue réputé, coupable d'un détournement de fonds publics pour satisfaire sa passion des livres anciens.

## Citations dans la littérature
« Non, non ce n'est pas qu'il soit indifférent, ce messager de nacre, cet avant-courrier de l'Aurore, disons plutôt qu'il balance entre l'essor et la marche, et ce n'est pas que déjà il danse, mais l'un de ses bras étendu et l'autre avec ampleur déployant l'aile lyrique, il suspend un équilibre dont le poids, plus qu'à demi conjuré, ne forme que le moindre élément. Il est en position de départ et d'entrée, il écoute, il attend le moment juste, il le cherche dans nos yeux, de la pointe frémissante de ses doigts, à l'extrémité de ce bras étendu il compte, et l'autre bras volatil avec l'ample cape se prépare à seconder le jarret. Moitié faon et moitié oiseau, moitié sensibilité et moitié discours, moitié aplomb et moitié déjà la détente ! Sylphe, prestige, et la plume vertigineuse qui se prépare au paragraphe ! L'archet a déjà commencé cette longue tenue sur la corde, et toute la raison d'être du personnage est dans l'élan mesuré qu'il se prépare à prendre, effacé, anéanti dans son propre tourbillon. Ainsi le poète ambigu, inventeur de sa propre prosodie, dont on ne sait s'il vole ou s'il marche, son pied, ou cette aile quand il le veut déployée, à aucun élément étranger, que ce soit la terre, ou l'air, ou le feu, ou cette eau pour y nager que l'on appelle éther ! »

— Paul Claudel, L’œil écoute (1946).

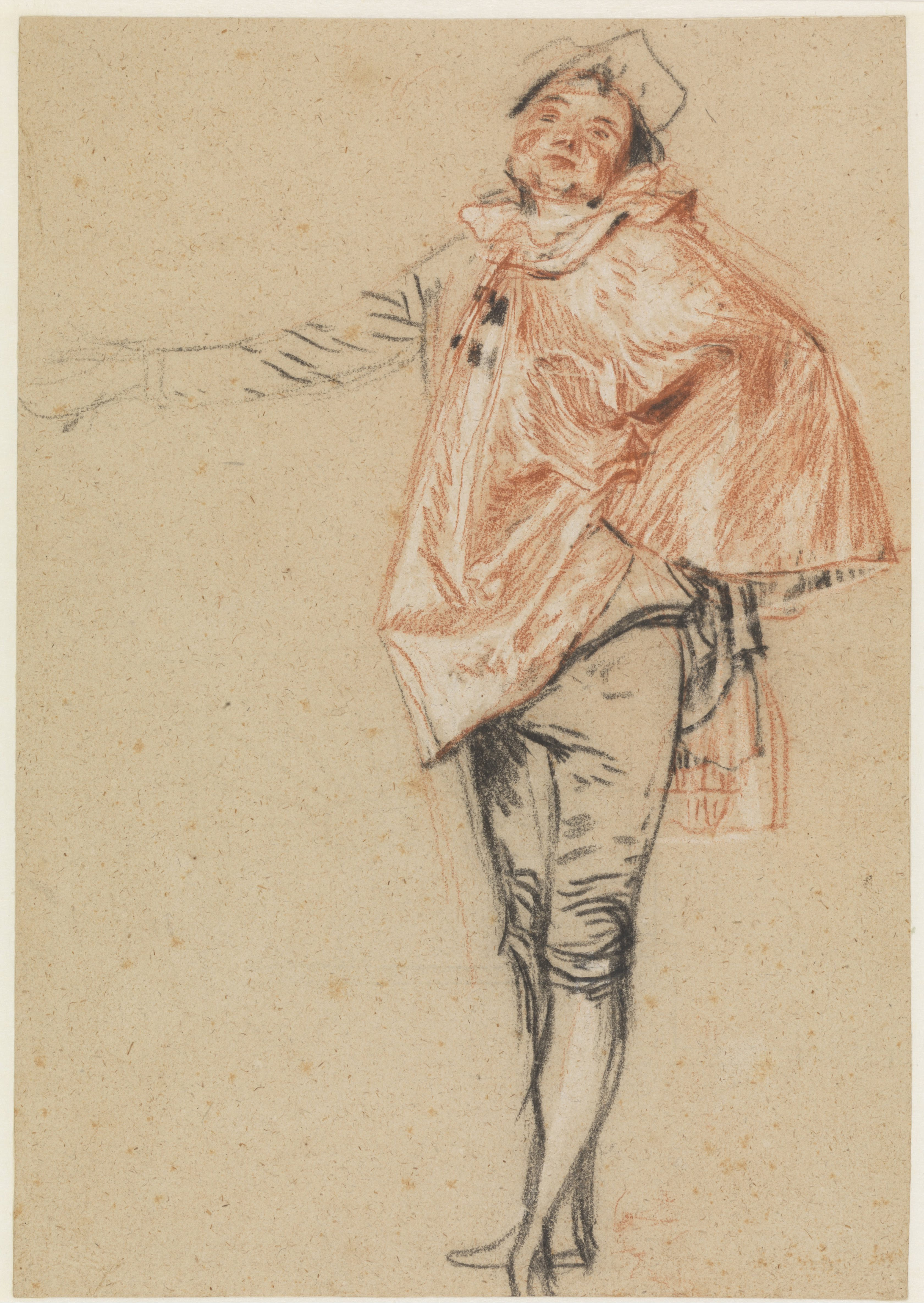
L'indifférent (étude)

Le tableau est cité dans le roman Fantômette et la Maison hantée, au chapitre VIII (page 102) de la première édition (1971), au sujet des visiteurs qui, après le vol, viennent spécialement au musée du Louvre pour contempler l'emplacement vide du tableau.